# Pârâul Satului, Râul Negru
Pârâul Satului este un curs de apă, afluent al Râului Negru. 